# Adela Secall
Adela Secall Corvalán (Moscú, Unión Soviética; 25 de julio de 1979) es una actriz chilena, de teatro, cine y televisión.

## Biografía
Nació el 25 de julio de 1979 en Moscú, Unión Soviética. Su padre, José Secall Parada (1949-2021), fue un destacado actor y director de teatro, y su madre, Vivana Corvalán Castillo, es coreógrafa.
Su abuelo materno, Luis Corvalán Leppe (1916-2010), fue secretario general del Partido Comunista y amigo personal del Presidente de la República Salvador Allende y del poeta Pablo Neruda, y su abuela materna, Lily Castillo Riquelme (f. 2022), activista política. Es sobrina nieta del actor y director de teatro, Roberto Parada Ritchie (1909-1986). 
Sus padres fueron exiliados durante la dictadura militar de Augusto Pinochet. En 1989 su madre regresó a Chile, separada de José Secall, y Adela ingresó al Colegio Latinoamericano de Integración.

## Carrera artística
En 1990 hizo su primera aparición en televisión con un pequeño papel de El milagro de vivir de TVN. Posteriormente participó en el capítulo "El desencuentro" de Mea culpa. Más adelante, con apenas diecisiete años debutó en las teleseries con un pequeño papel en la exitosa teleserie Adrenalina. Ahí se vinculaba brevemente con el rol del actor Andrés Gómez, con quien más tarde sería pareja en varias teleseries como Marparaíso y Cerro Alegre, a cargo de las historias juveniles.
A los 21 años protagonizó Coronación de Silvio Caiozzi, por la que fue galardonada como mejor actriz en el Festival Internacional de Cine de Cartagena. Posteriormente, fue nominada al Premio Altazor por dicho trabajo.
En televisión protagonizó Ídolos (2004) y Volver a amar (2014), y reconocida popularmente por su papel de La Gata en Los Pincheira. Su personaje de La Gata de Los Pincheira gozó de popularidad, lo que motivó su nominación a reina de la Cumbre Guachaca.
A fines de 2016 se anunció su llegada a Mega para integrar la teleserie diurna Amanda.

## Filmografía
| Año  | Título              | Papel    | Director            |
| ---- | ------------------- | -------- | ------------------- |
| 2000 | Coronación          | Estela   | Silvio Caiozzi      |
| 2004 | El Aspado           | Clotilde | Patricio Bustamante |
| 2004 | Mala Leche          | Paula    | León Errázuriz      |
| 2006 | Límite              | Paula    | Nicolás Jullian     |
| 2007 | Fiesta Patria       | Macarena | Luis R. Vera        |
| 2013 | El paseo del diablo | Amanda   | Danilo Ahumada      |

## Televisión
| Año  | Título                 | Papel                    | Canal               |
| ---- | ---------------------- | ------------------------ | ------------------- |
| 1990 | El milagro de vivir    | Silvia Salinas           | Televisión Nacional |
| 1996 | Adrenalina             | Daniela del Canto        | Canal 13            |
| 1998 | Marparaíso             | Rosario                  | Canal 13            |
| 1999 | Cerro Alegre           | Rosetta Chávez           | Canal 13            |
| 2000 | Corazón Pirata         | Yasmine Saud             | Canal 13            |
| 2002 | Buen Partido           | Valeria Márquez          | Canal 13            |
| 2003 | Puertas Adentro        | Macarena Rivera          | Televisión Nacional |
| 2004 | Los Pincheira          | María Jorquera «La Gata» | Televisión Nacional |
| 2004 | Ídolos                 | Sofía Leighton           | Televisión Nacional |
| 2005 | Los Treinta            | Martina Simonetti        | Televisión Nacional |
| 2005 | Los Capo               | Rosalía Benavente        | Televisión Nacional |
| 2006 | Cómplices              | Macarena Quintana        | Televisión Nacional |
| 2008 | Viuda Alegre           | Paola Zulueta            | Televisión Nacional |
| 2009 | Los Exitosos Pells     | María Fernández          | Televisión Nacional |
| 2010 | Martín Rivas           | Edelmira Molina          | Televisión Nacional |
| 2011 | El laberinto de Alicia | Paula Moncada            | Televisión Nacional |
| 2012 | Su nombre es Joaquín   | Laura Mardones           | Televisión Nacional |
| 2013 | Dos por uno            | Alejandra Morales        | Televisión Nacional |
| 2014 | Volver a amar          | María Paz del Sante      | Televisión Nacional |
| 2016 | Amanda                 | Gloria Cisternas         | Mega                |

## Otros proyectos
Cortometrajes
- Rec
- Siempre viva
- Si no fuera por el casi
- La otra cara en el espejo
- Pétalos blancos